# Los Balbases
Los Balbases ist ein Ort und eine nordspanische Landgemeinde (municipio) mit 302 Einwohnern (Stand: 2024) im Westen der Provinz Burgos in der Autonomen Gemeinschaft Kastilien-León.

## Lage und Klima
Der Ort Los Balbases liegt in der kastilischen Hochebene (meseta) ca. 38 km (Fahrtstrecke) südwestlich von Burgos bzw. gut 13 km südöstlich des am Jakobsweg gelegenen Ortes Castrojeriz in einer Höhe von ca. 800 bis 815 m. Das Klima ist gemäßigt bis warm; Regen (ca. 525 mm/Jahr) fällt übers Jahr verteilt.

## Bevölkerungsentwicklung
| Jahr      | 1857  | 1900  | 1950 | 2000 | 2017 |
| Einwohner | 1.274 | 1.242 | 998  | 368  | 306  |

Die Mechanisierung der Landwirtschaft und die Aufgabe bäuerlicher Kleinbetriebe haben seit der Mitte des 20. Jahrhunderts zu einem deutlichen Rückgang der Einwohnerzahlen geführt.

## Wirtschaft
Die Einwohner der Landgemeinde leben hauptsächlich von der Landwirtschaft (Ackerbau und Viehzucht). Seit den 1960er Jahren spielt auch die sommerliche Vermietung von Ferienhäusern (casas rurales) eine gewisse wirtschaftliche Rolle. Auf den Bergen der Umgebung wurden um die Jahrtausendwende drei Windparks mit einer Gesamtleistung von ca. 150 MW installiert.

## Geschichte
Keltische, römische, westgotische und selbst maurische Spuren fehlen. Der Ort entstand vielleicht erst nach der Rückeroberung (reconquista) der Duero-Grenze (um 1030) durch die Christen; er wuchs schnell, denn im ausgehenden 13. Jahrhundert entstanden zwei spätromanisch-frühgotische Kirchen. Im Jahr 1621 errichtete Philipp IV. die „Markgrafschaft Los Balbases“ und ernannte seinen Feldherrn Ambrosio Spinola zum ersten Markgrafen; dieser wurde bekannt durch das Bild Die Übergabe von Breda von Diego Velázquez.

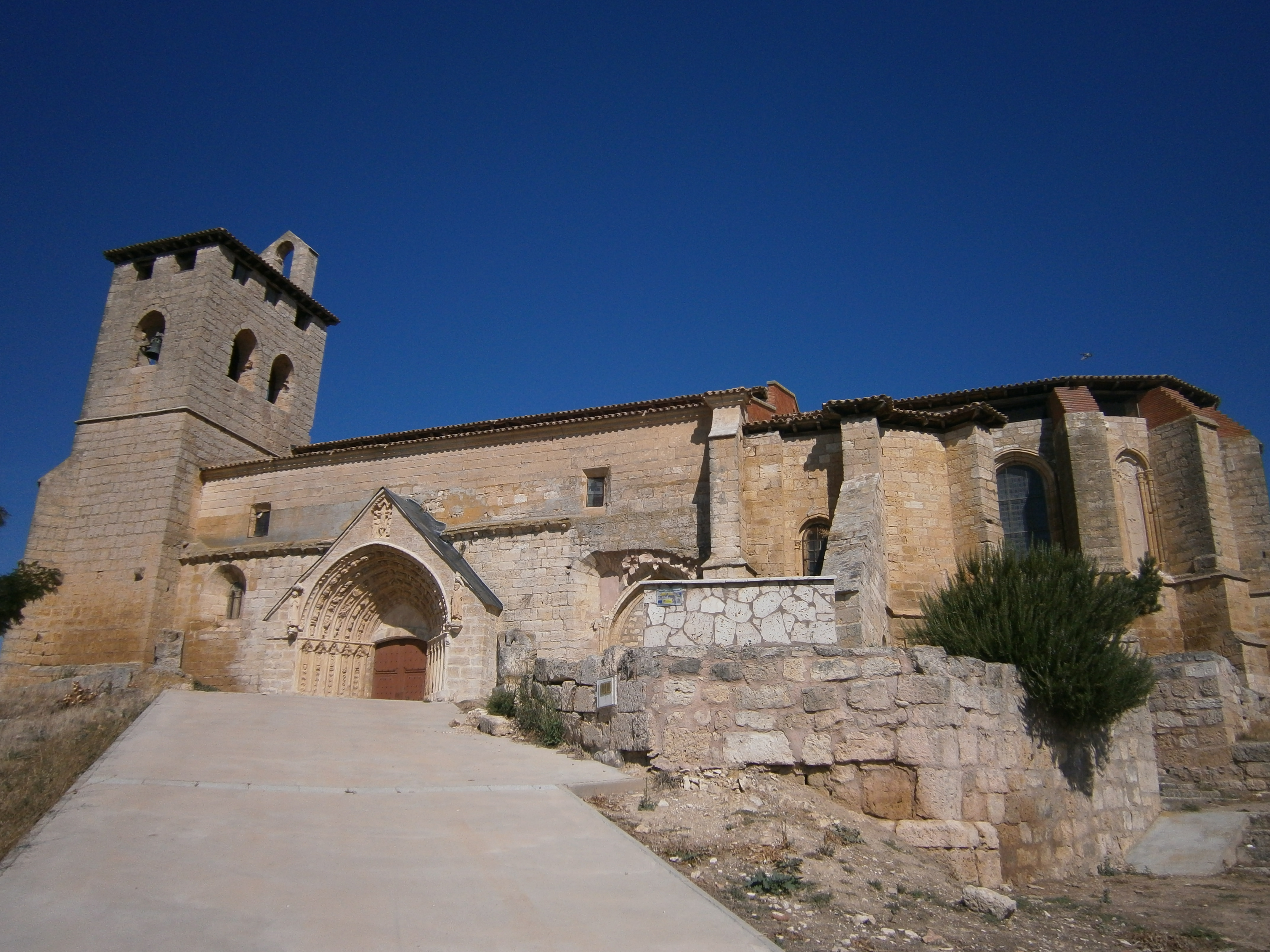
Iglesia de San Millán

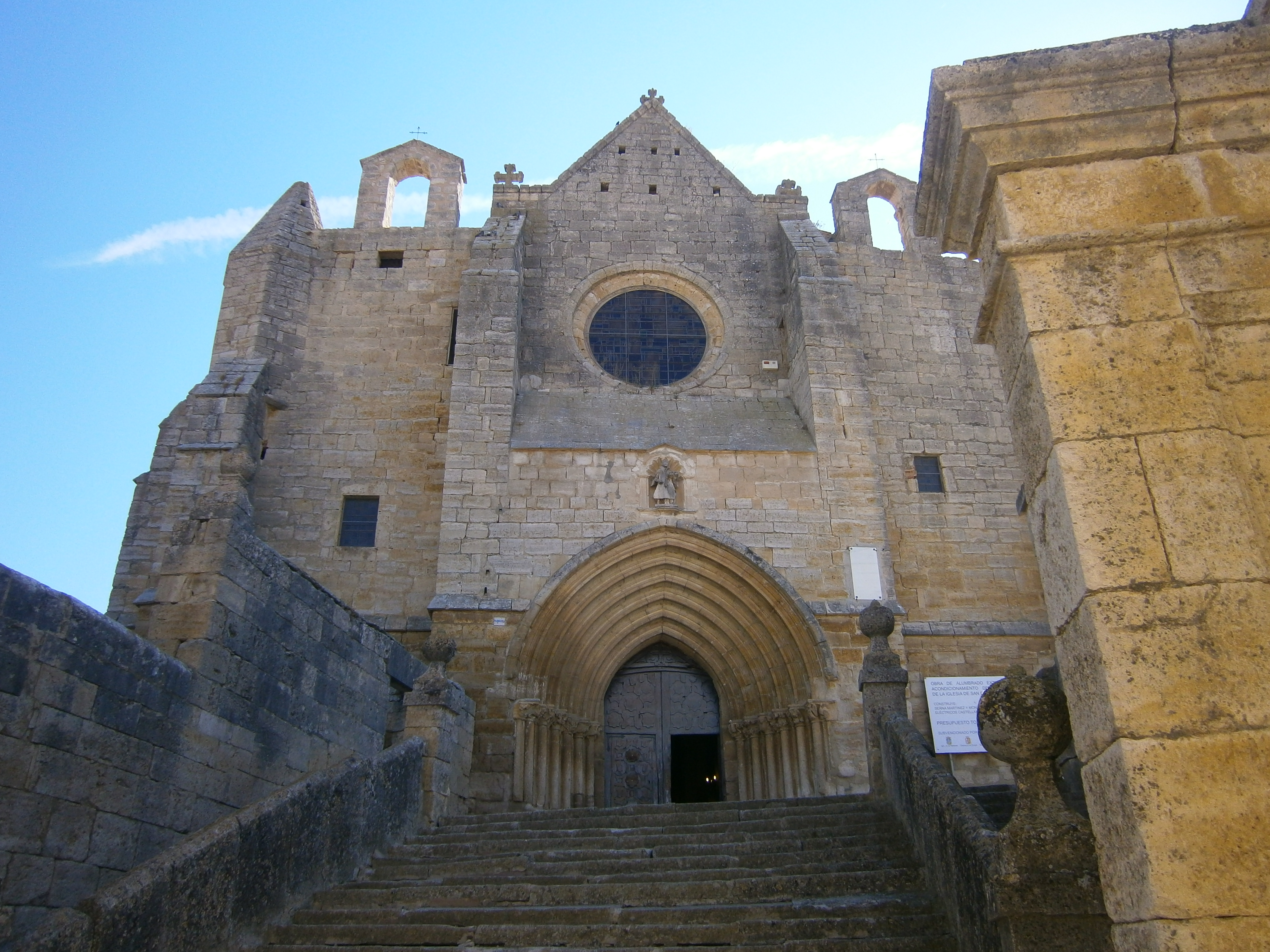
Iglesia de San Esteban

## Sehenswürdigkeiten
- Die dreischiffige Iglesia de San Millán ist dem hl. Aemilianus von Cogolla geweiht. Hauptattraktion ist das fünffach gestufte Archivoltenportal auf der Südseite mit seinem Figurenschmuck in den Bogenläufen. Der gesamte Chorbereich mit seinen drei Apsiden wurde im 16. Jahrhundert erneuert. Das spätbarocke Altarretabel (retablo) entstand in den Jahren 1780–1784; es enthält mehrere Tafelbilder im spanisch-flämischen Stil aus dem ausgehenden 15. Jahrhundert mit Szenen aus dem Leben des hl. Millán.[5][6]
- Die ebenfalls dreischiffige Hallenkirche Iglesia de San Esteban ist dem Erzmärtyrer Stephanus geweiht; sie ist einige Jahrzehnte jünger und gilt manchmal als Wehrkirche (iglesia fortificada).[7] Das gotische Portal ist ebenfalls in die Tiefe gestaffelt, aber ohne jeglichen Figurenschmuck. Die drei Schiffe sind von Sterngewölben bedeckt; die gesamte Apsis wird von einem Altarretabel des späten 18. Jahrhunderts eingenommen, in welchen ebenfalls Tafelbilder aus der Zeit um 1500 eingearbeitet sind.[8]
- Das angeschlossene Pfarrmuseum (Museo Parroquial de San Esteban) präsentiert zahlreiche Werke sakraler Kunst und Kunsthandwerks.